# Казанцева, Тамара Тимофеевна
Тамара Тимофеевна Казанцева (8 мая 1934, Кривой Рог, Днепропетровская область — 2 февраля 2024) — советский и российский учёный-геолог, доктор геолого-минералогических наук (1985), профессор, академик Академии наук Республики Башкортостан (1991).

## Биография
Родилась 8 мая 1934 года в городе Кривой Рог.
В 1959 году окончила Криворожский горнорудный институт по специальности геолог.
После окончания института с 1959 по 1965 годы работала инженером-геологом комплексной геолого-разведочной экспедиции Красноярского геологического управления, затем начальником партии Стерлитамакской геолого-поисковой конторы объединения «Башнефть» (1966—1975). С 1975 года работала в Институте геологии УНЦ РАН.

## Научная деятельность
Область интересов Казанцевой — геотектоника, геология. Ей удалось обосновать происхождение аллохтонности гипербазитовых массивов на Урале, доказать полицикличность Урала в палеозое.
Является автором нового научного направления — «Структурный фактор в теоретической геологии». Методология, предложенная ею позволила реставрировать генезис важнейших процессов формирования земной коры на основе изучения разнорангового геологического вещества.
Из приоритетных научных задач, решённых Казанцевой — открытие законов геологического развития:
- закон энергетической обеспеченности основных геологических процессов тектоническими силами;
- закон согласованности эволюционной направленности геологического вещества с направлением знака тектонического режима;
- закон соответствия состава природных единиц интенсивности тектонического режима;
- закон парагенетической компенсации в геологических системах и других.

Казанцева стала автором нового общегеологического учения — шарьяжно-надвиговой теории формирования земной коры.
В 1985 года защитила докторскую диссертацию. В 1991 году избрана академиком Академии наук Республики Башкортостан.

### Научные труды
Автор более 350 научных работ, в том числе 18 монографий.
- Аллохтонные офиолиты Урала. М.: Наука, 1985.
- Аллохтонные структуры и формирование земной коры Урала. М.: Наука, 1987.
- Научные законы геологического развития. Уфа: Гилем, 2006.
- Казанцева Т. Т. Структурный фактор в теоретической геологии / Т. Т. Казанцева, Ю. В. Казанцев; Ин-т геологии Уфим. науч. центра РАН. — Уфа: Гилем, 2010. — 325 с.

## Награды
- Медаль «В ознаменование 100-летия со дня рождения Владимира Ильича Ленина» (1970);
- диплом и медаль Почёта ВДНХ СССР за создание новой модели геосинклинального процесса (1985);
- Орден Дружбы (1999);
- медаль «К 100-летию Академика А. Л. Яншина» (2011).